# 云鸿塔
云鸿塔位于中国浙江省湖州市安吉县孝丰镇（原孝丰县城）城东社区东南、云鸿塔路东端的宝塔山顶，隔南溪（西苕溪支流）与原县城相对，为孝丰镇的标志建筑。该塔为文峰塔，清嘉庆二年（1797）由生员吴焕廷创议捐建，2002年、2019年修缮。
现塔为七层八面的楼阁式实心砖塔，通高34.55米，底层每面阔2.2米，底层隔面设壸门，二至六层隔面设壸门龛，其位置逐层相错，七层每面均设壸门龛，转角处设倚柱。四层东西两侧束腰处嵌有石碑各一，东面阴刻“其道大光”，西面阴刻“云鸿塔”，均为嘉庆三年（1798）由时任孝丰知县黄友教所题。2002年维修时曾在五至七层壸门龛内出土18件魁星木雕造像。